# Dülferanger
Der Dülferanger ist eine 1,5 Hektar große Grünfläche im Hasenbergl im Münchner Stadtbezirk Feldmoching-Hasenbergl. Er liegt an der Dülferstraße nordwestlich des U-Bahnhofs Dülferstraße und verbindet das Siedlungsgebiet Nordhaide mit dem Zentrum des Hasenbergls.
Im Zuge des Programms Soziale Stadt wurde das Gelände 2007 zu einer Festwiese mit multifunktionaler öffentlicher Freifläche umgestaltet. Der mit Rasen befestigte Platz liegt ca. 40 cm tiefer als die Umgebung. Dadurch entsteht eine Sitzkante. Im Norden wird der Dülferanger von einer Promenade mit Robinienhain begrenzt. Der Platz wird für zahlreiche Veranstaltungen, u. a. das Bürgerfest am Hasenbergl sowie das Volksfest am Dülferanger jeweils Ende Juli genutzt.
Der Dülferanger ist ein Ort der Kulturgeschichtspfade in München.